# Agathis microstachya
Agathis microstachya là một loài thực vật hạt trần trong họ Araucariaceae. Loài này được J.F.Bailey & C.T.White mô tả khoa học đầu tiên năm 1916.